# Alexandre Carrier
Alexandre Carrier, född 8 oktober 1996, är en kanadensisk professionell ishockeyback som spelar för Nashville Predators i National Hockey League (NHL).
Han har tidigare spelat för Milwaukee Admirals och Chicago Wolves i American Hockey League (AHL) och Olympiques de Gatineau i Ligue de hockey junior majeur du Québec (LHJMQ).
Carrier draftades av Nashville Predators i fjärde rundan i 2015 års draft som 115:e spelare totalt.

## Statistik
| 2011–2012    | Gaulois du Collège Antoine-Girouard | LHMAAAQ      | 40  | 5  | 25  | 30  | 30  | 11 | 1 | 1  | 2  | 2  |
| 2012–2013    | Olympiques de Gatineau              | LHJMQ        | 50  | 2  | 5   | 7   | 28  | 9  | 1 | 0  | 1  | 6  |
| 2013–2014    | Olympiques de Gatineau              | LHJMQ        | 67  | 3  | 25  | 28  | 29  | 9  | 1 | 4  | 5  | 4  |
| 2014–2015    | Olympiques de Gatineau              | LHJMQ        | 68  | 12 | 43  | 55  | 64  | 11 | 2 | 3  | 5  | 18 |
| 2015–2016    | Olympiques de Gatineau              | LHJMQ        | 57  | 12 | 35  | 47  | 50  | 10 | 0 | 5  | 5  | 4  |
| 2016–2017    | Nashville Predators                 | NHL          | 2   | 0  | 0   | 0   | 0   | —  | — | —  | —  | —  |
|              | Milwaukee Admirals                  | AHL          | 72  | 6  | 33  | 39  | 45  | 3  | 0 | 2  | 2  | 0  |
| 2017–2018    | Milwaukee Admirals                  | AHL          | 73  | 4  | 24  | 28  | 52  | —  | — | —  | —  | —  |
| 2018–2019    | Milwaukee Admirals                  | AHL          | 76  | 5  | 32  | 37  | 47  | 5  | 0 | 0  | 0  | 2  |
| 2019–2020    | Nashville Predators                 | NHL          | 3   | 0  | 0   | 0   | 2   | —  | — | —  | —  | —  |
|              | Milwaukee Admirals                  | AHL          | 55  | 5  | 32  | 37  | 44  | —  | — | —  | —  | —  |
| 2020–2021    | Nashville Predators                 | NHL          | 19  | 1  | 2   | 3   | 8   | 6  | 0 | 2  | 2  | 4  |
|              | Chicago Wolves                      | AHL          | 3   | 0  | 1   | 1   | 0   | —  | — | —  | —  | —  |
| 2021–2022    | Nashville Predators                 | NHL          | 77  | 3  | 27  | 30  | 50  | 4  | 0 | 3  | 3  | 2  |
| NHL totalt   | NHL totalt                          | NHL totalt   | 101 | 4  | 29  | 33  | 60  | 10 | 0 | 5  | 5  | 6  |
| AHL totalt   | AHL totalt                          | AHL totalt   | 279 | 20 | 122 | 142 | 188 | 8  | 0 | 2  | 2  | 2  |
| LHJMQ totalt | LHJMQ totalt                        | LHJMQ totalt | 242 | 29 | 108 | 137 | 171 | 39 | 4 | 12 | 16 | 32 |

### Internationellt
| Källa: Uppdaterad: 2022-06-08 | Källa: Uppdaterad: 2022-06-08 | Källa: Uppdaterad: 2022-06-08 |         | Utv = Utvisningsminuter | Utv = Utvisningsminuter | Utv = Utvisningsminuter | Utv = Utvisningsminuter | Utv = Utvisningsminuter |
| År                            | Lag                           | Mästerskap                    | Matcher | Mål                     | Assists                 | Poäng                   | Utv                     |                         |
| ----------------------------- | ----------------------------- | ----------------------------- | ------- | ----------------------- | ----------------------- | ----------------------- | ----------------------- | ----------------------- |
| 2013                          | Kanada                        | Ivan Hlinka                   | 5       | 0                       | 0                       | 0                       | 0                       |                         |
| 2014                          | Kanada                        | U18-VM                        | 7       | 0                       | 0                       | 0                       | 0                       |                         |
| Junior totalt                 | Junior totalt                 | Junior totalt                 | 12      | 0                       | 0                       | 0                       | 0                       |                         |